# The Modernaires
The Modernaires was een Amerikaanse swing-groep uit de jaren 1930 en 1940.

## Biografie
The Modernaires begonnen in 1935 als vocaal trio onder de naam The Three Weary Willies (Hal Dickinson, Chuck Goldstein en Bill Conway). De drie kenden elkaar van de highschool. Het eerste optreden van de groep was in het Glen Falls Casino in een buitenwijk van Buffalo met het Ted Fio Rito Orchestra. Fio Rito gebruikte ze ook op elektrische transcriptie-opnamen. Ze voegden zich toen bij de Ozzie Nelson Band en werden bekend als The Three Wizards of Ozzie. Vervolgens rekruteerden ze Ralph Brewster om een kwartet te maken en, optredend met het Fred Waring Orchestra, werden ze The Modern-Aires (later veranderde de spelling). Opnamen met het orkest van Charlie Barnet in 1936 interesseerden het publiek niet, maar brachten hen meer bekendheid in de industrie. In 1937 voegden ze zich bij de George Hall-band en al snel gingen ze door naar de Paul Whiteman-radioshow. Ze namen veel van de klassieke liedjes uit die tijd op, een paar met Jack Teagarden, als onderdeel van het Whiteman-orkest in 1938.
In oktober 1940 nam Glenn Miller hen in dienst om It's Make Believe Ballroom Time op te nemen, een vervolg op de oorspronkelijke Make Believe Ballroom, die ze eerder hadden opgenomen voor de gelijknamige bigbandshow van Martin Block bij WNEW New York. In januari 1941 maakte Miller van The Modernaires een belangrijk onderdeel van een van de populairste bigbands aller tijden. Paula Kelly werd tussen maart en augustus 1941 aan de Miller-band toegevoegd. Zij en Modernaire Hal Dickinson waren in 1939 getrouwd. De groep had in 1941 tien hits nadat ze met Millers orkest in de film Sun Valley Serenade waren verschenen. De groep werd een kwintet toen Kelly een vast lid van de groep werd, nadat Miller zich bij het Amerikaanse leger had aangesloten en de volgende decennia toerden ze internationaal met het Glenn Miller Orchestra. Johnny Drake verving Chuck Goldstein (die de Modernaires verliet de dag nadat de Miller-band in 1942 uit elkaar ging) en Fran Scott verving Bill Conway (die in de herfst van 1943 optrad met het nieuw geformeerde kwartet Double Daters).
Nummers die populair werden gemaakt door Miller en The Modernaires waren onder meer Perfidia, Chattanooga Choo-Choo, met Tex Beneke (de allereerste gouden plaat met meer dan een miljoen verkochte exemplaren), I Know Why, Elmer's Tune, Serenade In Blue, Connecticut en (I've Got a Gal In) Kalamazoo met onder andere Beneke.
In 1945 werd There! I've Said It Again de eerste top 20-hit van The Modernaires.
De groep was in 1947 te zien in door Philco geproduceerde televisieprogramma's, met behulp van wat blijkbaar een vroege versie van lipsynchronisatie was. Een artikel in de uitgave van 10 september 1947 van het tijdschrift Variety meldde dat David Street en The Modernaires gastrollen speelden in het Philco-programma met het simuleren van zang op opnamen buiten het scherm.
Na de verdwijning van Miller tijdens een vlucht boven Het Kanaal in 1944 hebben The Modernaires vocale versies opgenomen van verschillende instrumentale hits van Miller, waaronder Moonlight Serenade, Sunrise Serenade, Little Brown Jug, Tuxedo Junction, Pennsylvania 6-5000 en A String of Pearls. The Modernaires brachten de 45-toeren single 9-61110, A Salute to Glenn Miller uit bij Coral Records, met medleys in twee delen van de soundtrack van de film A Salute to Glenn Miller, Parts 1 and 2: (I've Got a Gal In ) Kalamazoo/Moonlight Cocktail/Elmer's Tune/Moonlight Serenade/Chattanooga Choo-Choo/String Of Pearls/Serenade In Blue/At Last/Perfidia, die in 1954 nummer 29 in de Billboard-hitlijsten bereikte. Vanaf 1950 waren ze ook de achtergrondgroep van Frank Sinatra. Aan het eind van de jaren 1950 waren ze te horen met vocalisten van het Bob Crosby Orchestra in zijn dagelijkse tv-show. In de jaren 1960 namen ze het themalied op voor de tv-sitcom Hazel. Hun stijl, harmonieën en combinaties beïnvloedden latere artiesten zoals The Four Freshmen, die op hun beurt model stonden voor The Beach Boys, die The Beatles later noemden als een sterke invloed op hun werk.
De Modernaires werden in 1999 opgenomen in de Vocal Group Hall of Fame.